# Lara Croft Tomb Raider: Leagănul Vieții
Lara Croft Tomb Raider: The Cradle of Life (sau pur și simplu Tomb Raider: The Cradle of Life, în traducere Tomb Raider: Leagănul Vieții) este un film de acțiune din 2003 regizat de Jan de Bont, jucat de actrița, Angelina Jolie în rolul persoanjului Lara Croft. Este o continuare a filmului adaptat după seria faimoaselor jocuri Tomb Raider, primul film fiind Lara Croft: Tomb Raider.

## Locurie unde s-a filmat
- Hong Kong
- Grecia - numeroase scene s-au filmat pe insula grecească Santorini.

## Prezentare
Lara Croft se întoarce într-un nou film bazat pe un joc video. De această dată, ea este în căutarea cutiei Pandorei, care conține una din cele mai mortale plăgi de pe Pământ, ce trebuie găsită înainte ca omul de știință Jonathan Reiss să pună mâna pe ea. Cheie cu care se poate găsi cutia, care este ascunsă în misteriosul Leagăn al Vieții, este un fel de glob care se presupune a fi o hartă. Când Croft este în căutarea globului, el este furat de agentul lui Reiss, și astfel i se alătură un vechi prieten, Terry Sheridan, un vechi mercenar care și-a petrecut ultimi ani într-o închisoare în Siberia. Lara și Terry pornesc într-o aventură care se întinde peste câteva continente pentru a regăsi globul.

## Actori
- Angelina Jolie - Lara Croft
- Gerard Butler - Terry Sheridan
- Ciarán Hinds - Jonathan Reiss
- Chris Barrie - Hillary
- Noah Taylor - Bryce
- Djimon Hounsou - Kosa
- Til Schweiger - Sean

## Trivia
- La început a fost planificat pentru a fi cel de-al doilea film al unei serii de trei filme, dar faptul că nu s-a bucurat de succesul așteptat a determinat anularea celei de-a treia părți. Jolie (după ce a avut câteva rețineri) a afirmat că ea și-ar dori o a treia parte.
- Profitul mic adus de acest film, si de către alte filme lansate în aceiași perioadă ce aveau ca protagoniste femei, a creat un fel de efect de val care a rezultat și la alte producții, inclusiv o variantă de film James Bond jucată de Halle Berry.